# 壱伎韓国
壱伎 韓国（いき の からくに）は、飛鳥時代の人物。姓（カバネ）は史。672年の壬申の乱で、大友皇子（弘文天皇）側の将となり、河内国から倭（大和国）に進攻したが、葦池の側の戦いで敗れた。

## 出自
壱伎氏（壱岐氏）は、渡来系の氏族。『松尾社家系図』によると、父に乙等、子に韓石、尊鑑があったとされるが、明確な系譜は不明。

## 経歴
壬申の乱勃発時の地位は不明だが、乱が勃発して間もない6月末には、河内に集結した大軍の総指揮官であった。その頃河内の東にある倭（大和）では大伴吹負が大海人皇子（天武天皇）側に立って兵を挙げ、倭京（飛鳥の古都）を占領していた。これに対して大友皇子側は、北では大野果安が率いる軍を、西では壱伎韓国が率いる軍を動かし、二方面から倭京に向けて兵を進めた。北進しようとしていた吹負は果安の軍に自らの主力をあて、韓国には坂本財らに小部隊を委ねて対応させた。
韓国の軍は、おそらく7月3日頃に、大津・丹比の両道から東進した。財らは高安城からこの様子を遠望して、衛我河の西に出撃して戦った。韓国はこの敵を破ったが、そのとき、河内国司守来目塩籠が大海人皇子側に加わろうとして兵を集めていることが露見した。韓国は計画を知って塩籠を殺そうとした。塩籠は自殺した。韓国の軍はおそらく5日に前進を再開し、財らの部隊は戦わずに退却した。韓国は大坂道で山を越え、奈良盆地に進入した。
一方、大野果安は北の及楽山（ならやま。今の奈良）で4日に吹負の本隊を撃破した。果安は南に進んで倭京を遠望できる地点に達したが、その様子から守りが堅いと考えて軍を引き上げた。美濃国からの増援を得て再結集した吹負の軍は、韓国の軍を迎撃に向かった。
両軍の戦いは、葦池のほとりで起こった。このとき、吹負軍の騎兵が勇士来目を先頭にして進み、韓国の軍勢の中に突入した。韓国の兵は逃げ出し、韓国もまた軍から離れて独り逃げた。吹負は来目に命じて韓国を射させたが、当たらなかった。韓国は逃げおおせることができたが、軍を再興することはできなかった。その後の韓国については記録にない。